# 馬采斯塔河

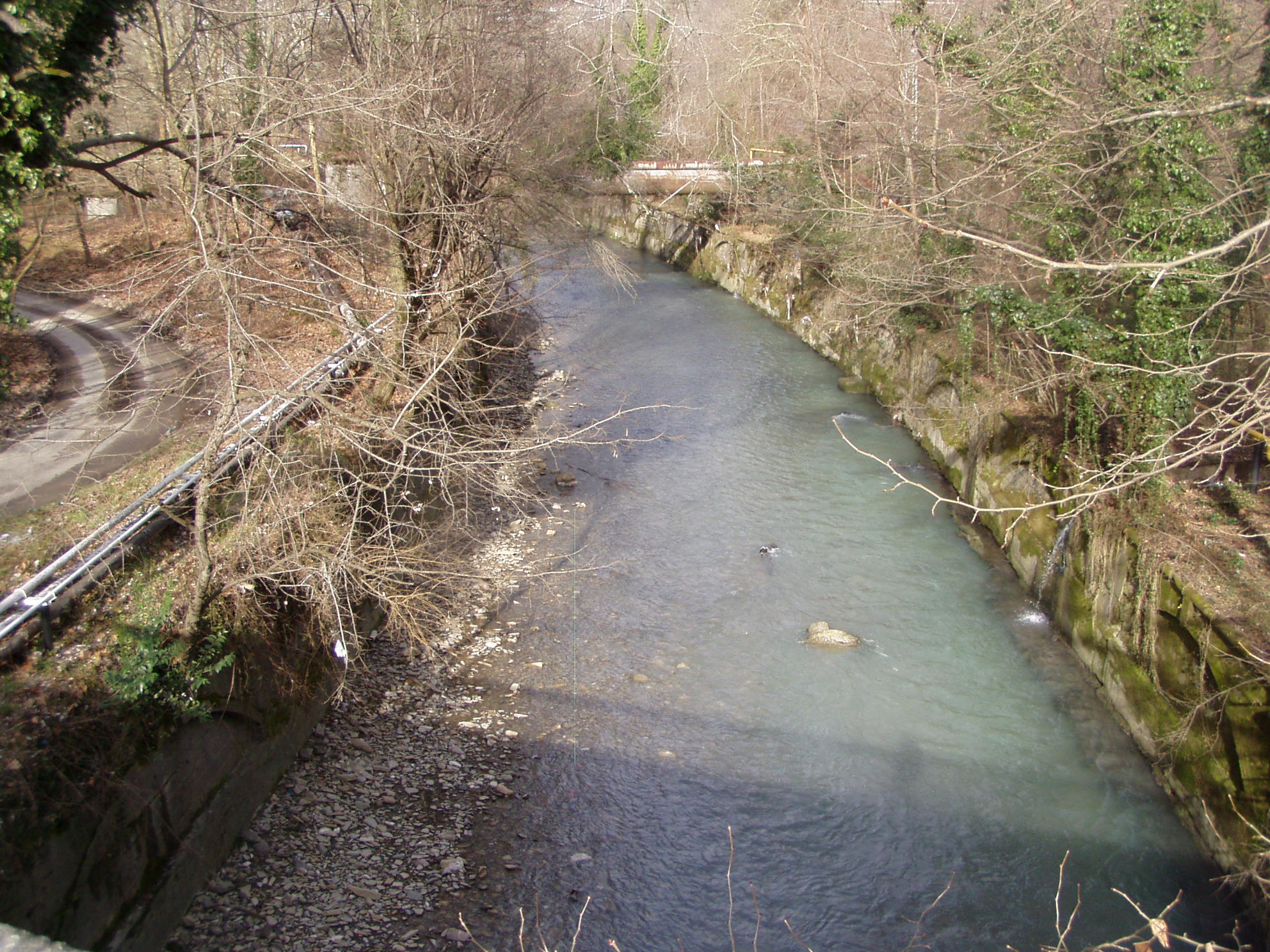

馬采斯塔河（俄语：Мацеста），是俄羅斯的河流，位於該國西南部克拉斯諾達爾邊疆區，最終注入黑海，河道全長18公里，流域面積67.5平方公里，河口流量每秒2.28立方米。
43°32′35″N 39°47′29″E / 43.54306°N 39.79139°E